# Sprängkullsgatan

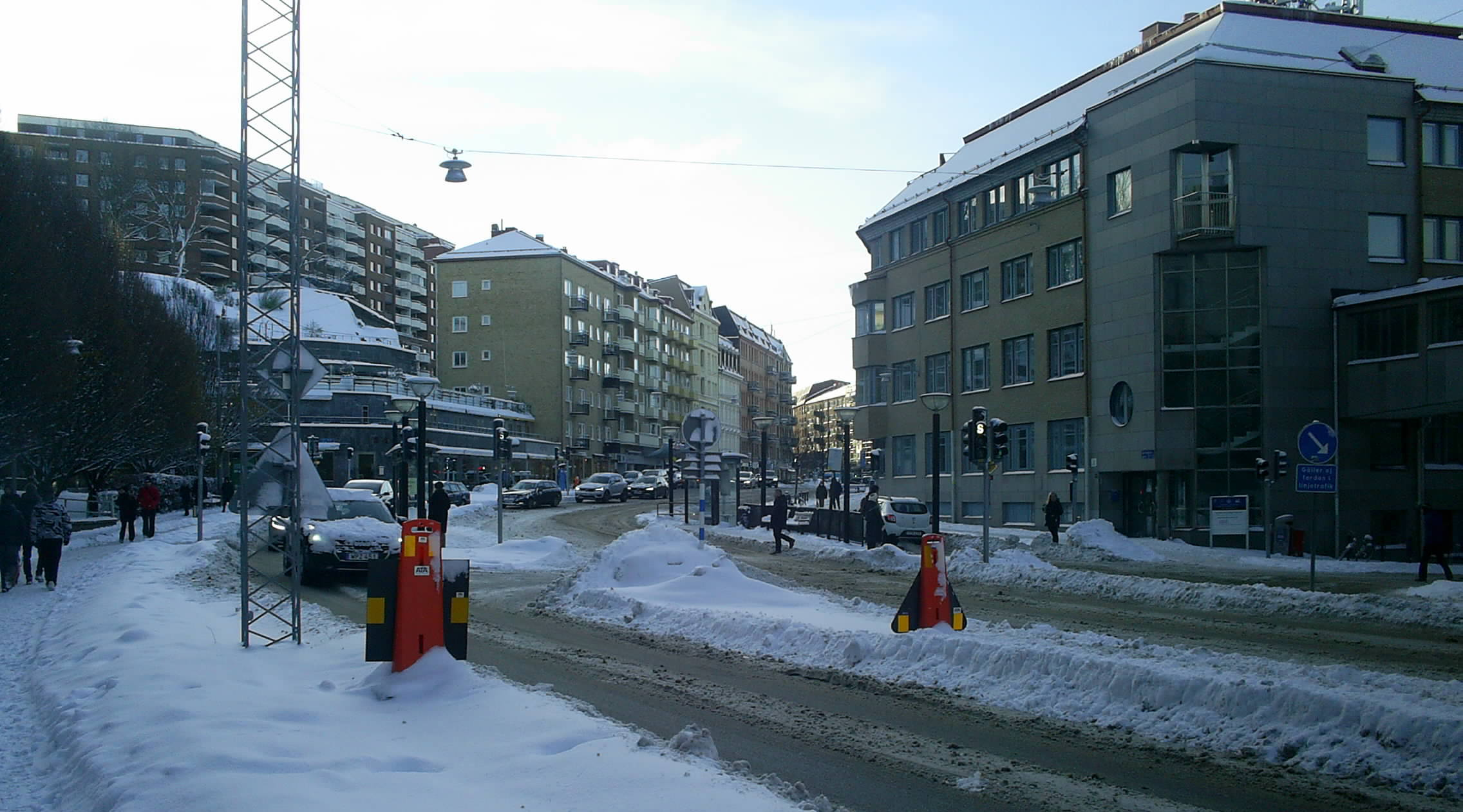
Sprängkullsgatan (riktning söderut), december 2021.

Sprängkullsgatan är en gata i stadsdelarna Haga och Annedal i Göteborg. Gatan sträcker sig drygt 400 meter mellan Södra Allégatan 14 och Skanstorget 19. Namnet Sprängkullsgatan fastställdes 1852 och bekräftades 1883.
Gatans äldsta del, mellan Södra Allégatan och Haga Nygata, låg intill "Sprängkullen" vid nuvarande Hagaparken och hette då Långgatan. Namnet Sprängkullen efter platsen för de omfattande stenbrytningarna i början av 1800-talet, då Nya Haga skulle anläggas. Hagakyrkan uppfördes på Sprängkullen 1859.